# Italiaans basketbalteam (vrouwen)
Het Italiaans nationaal basketbalteam is een team van basketballers dat Italië vertegenwoordigt in internationale wedstrijden.
Italië deed voor het eerst in 1938 mee aan een officieel internationaal toernooi, de Eurobasket van 1938. Italië won de eerste wedstrijd met 34-18 van Frankrijk. De tweede wedstrijd werd met 23-21 verloren van Litouwen. De derde wedstrijd werd gewonnen van Polen met 27-19. De vierde wedstrijd werd gewonnen van Zwitserland met 58-8. Op doelsaldo werd Italië Europees kampioen. (er namen dat jaar 5 landen deel aan het toernooi).
Het Italiaans nationaal basketbalteam is een van de succesvolste nog bestaande landen van de Eurobasket. Het land heeft in totaal één gouden, één zilveren en één bronzen medailles behaald, waarmee het achtste staat in de medaillespiegel.
De goede prestaties binnen Europa heeft Italië nog niet kunnen voortzetten buiten Europa. Zo heeft Italië vijf keer deelgenomen aan een Wereldkampioenschap basketbal, maar heeft het land nog geen medaille kunnen behalen. Wel werd het nationale team van Italië één keer vierde (in 1975).

## Huidige selectie
| #  | Speler              | Positie        | Geboortejaar | Lengte | Huidige club                |
| -- | ------------------- | -------------- | ------------ | ------ | --------------------------- |
| 0  | Jasmine Keys        | Small-forward  | 1997         | 1.90   | Beretta Famila Schio        |
| 3  | Nicole Romeo        | Point-guard    | 1989         | 1.66   | Virtus Eirene Ragusa        |
| 4  | Martina Bestagno    | Center         | 1990         | 1.89   | Reyer Venezia               |
| 5  | Debora Carangelo    | Point-guard    | 1992         | 1.67   | Reyer Venezia               |
| 9  | Cecilia Zandalasini | Small-forward  | 1996         | 1.85   | Fenerbahçe                  |
| 11 | Francesca Pan       | Shooting-guard | 1997         | 1.80   | Reyer Venezia               |
| 13 | Valeria De Pretto   | Small-forward  | 1991         | 1.85   | Beretta Famila Schio        |
| 22 | Olbis Andrè         | Center         | 1998         | 1.92   | Beretta Famila Schio        |
| 23 | Sabrina Cinili      | Point-guard    | 1989         | 1.91   | Beretta Famila Schio        |
| 30 | Beatrice Attura     | Point-guard    | 1994         | 1.70   | Reyer Venezia               |
| 31 | Lorela Cubaj        | Center         | 1999         | 1.93   | Georgia Tech Yellow Jackets |
| 41 | Elisa Penna         | Center         | 1995         | 1.91   | Reyer Venezia               |